# Stachyocnemus
Stachyocnemus is een geslacht van wantsen uit de familie van de Alydidae (Kromsprietwantsen). Het geslacht werd voor het eerst wetenschappelijk beschreven door Stål in 1870.

## Soorten
Het genus bevat de volgende soorten:

- Stachyocnemus apicalis (Dallas, 1852)
- Stachyocnemus cinereus Fracker, 1918